# Bukovje (Postojna, Slovenija)
Bukovje je naselje u slovenskoj Općini Postojni. Bukovje se nalazi u pokrajini Notranjskoj i statističkoj regiji Notranjsko-kraškoj. 

## Stanovništvo
Prema popisu stanovništva iz 2002. godine naselje je imalo 151 stanovnika.